# ازدواج بین ادیان

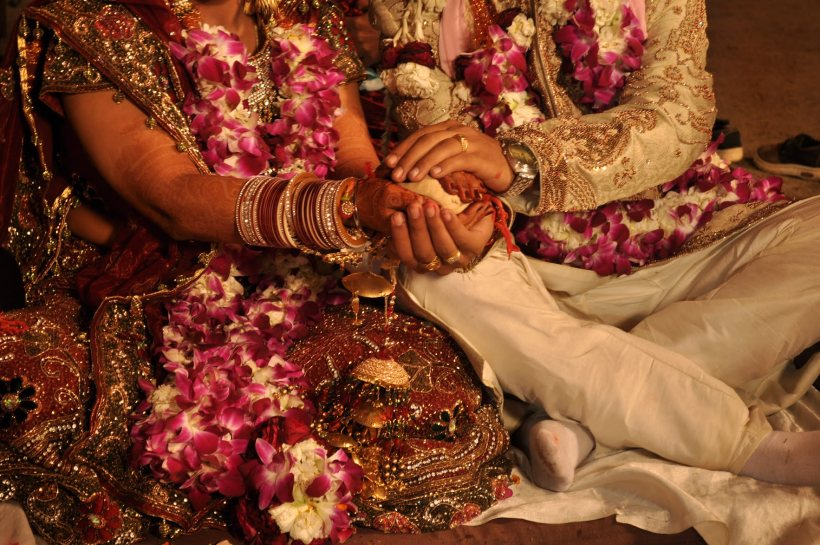
عروسی هندو

ازدواج بین ادیان (انگلیسی: Interfaith marriage) ازدواج بین همسران دارای ادیان مختلف است. اگرچه ازدواج‌های بین ادیان اغلب به عنوان ازدواج مدنی برقرار می‌شود، در برخی موارد ممکن است به عنوان ازدواج مذهبی برقرار شود. این بستگی به احکام دینی هر یک از مذاهب دو طرف دارد. برخی ازدواج بین ادیان را منع می‌کنند.

## در ایران
قانون مدنی جمهوری اسلامی ایران ازدواج زنان مسلمان با مردان غیر مسلمان را ممنوع کرده است. ماده ۱۰۵۹ صراحتاً می‌گوید: «نکاح زن مسلمان با غیرمسلمان جایز نیست». این ممنوعیت اعمال می‌شود مگر اینکه مرد ابتدا مسلمان شود. ماده مشابهی در قانون مدنی برای ممنوعیت ازدواج مرد مسلمان با زن غیرمسلمان وجود ندارد، اگرچه زن باید به یکی از سه دین شناخته شده توسط اسلام به عنوان دین دارای کتاب مقدس (مسیحیت)، یهودیت و زرتشتی معتقد باشد.

## در لبنان
طبق قوانین اسلامی، همان‌طور که در مکاتب مختلف فکری حقوقی اسلامی بیان شده است، زن مسلمان نمی‌تواند با مرد غیر مسلمان ازدواج کند و مرد مسلمان نمی‌تواند با زن غیر مسلمان ازدواج کند مگر اینکه کتابیه باشد. به گفته سید علی سیستانی، مرجع شیعیان پیرو مکتب جعفری در لبنان، مرد مسلمان مجاز به ازدواج با زن غیر مسلمان نیست، مگر اینکه در «ازدواج موقت» مسلمان ممکن است با مسیحی ازدواج کند. یا زن یهودی سیستانی همچنین تصریح می‌کند که زن مسلمان مجاز به ازدواج با مرد غیر مسلمان نیست.

## در اسرائیل
بنابراین، ازدواجی که در اسرائیل بین دو فرد متعلق به جوامع مذهبی شناخته شده متفاوت انجام می‌شود، به رسمیت شناخته نمی‌شود، مگر اینکه بین یک مرد مسلمان و یک زن یهودی یا مسیحی بر اساس قوانین شریعت (اسلام) انجام شود.